# Dioda superluminescencyjna
Dioda superluminescencyjna (ang. Superluminescent diode – SLED, SLD) – półprzewodnikowy element elektroniczny emitujący światło w oparciu o zjawisko superluminescencji. Charakteryzuje się podobnie jak dioda laserowa wysoką mocą i jasnością, a jednocześnie, podobnie jak typowa dioda elektroluminescencyjna niską koherencją emitowanego światła.
Dioda superluminescencyjna została wynaleziona w 1986 roku.